# 柯氏長鱸
柯氏長鱸，為輻鰭魚綱鱸形目鱸亞目鮨科的其中一種，分布於太平洋的菲律賓、巴布亞紐幾內亞、夏威夷群島海域，棲息深度1-34公尺，體長可達6.8公分，生活在珊瑚礁區，為底棲性魚類，屬肉食性，生活習性不明。

## 擴展閱讀
維基物種上的相關：柯氏長鱸